# So kam ich
So kam ich (Így jöttem) ist ein ungarischer Spielfilm aus dem Jahr 1965. Er erzählt vom wirrnisreichen Weg eines jungen ungarischen Soldaten zurück in seine Heimat. Der Regisseur Miklós Jancsó hat darin Erinnerungen an seine Kriegsgefangenschaft bei den Russen am Ende des Zweiten Weltkriegs einfließen lassen. Innerhalb seines Werks ist es der erste Film, in dem die Merkmale des für Jancsó typischen Stils weitgehend vorhanden sind: Vor weiten Landschaften isolierte Figuren, ausgedehnte Kamerafahrten, Kranaufnahmen und lange Einstellungen. So kam ich bietet einen sanften Einstieg in das Jancsó eigene Universum. Dennoch erfordert sein erstes reifes Werk vom Zuschauer bereits ein aufmerksames Beobachten, denn Jancsó meidet eine rasche Orientierung über die Protagonisten, den Ort und die Umstände. Die Hauptrolle spielt András Kozák, auf den Jancsó in späteren Filmen immer wieder zurückgreifen wird.

## Handlung
Gegen Ende des Zweiten Weltkriegs, in einem noch vor kurzem von der Wehrmacht gehaltenen Gebiet, zieht die Rote Armee ein. Jóska, ein 17-jähriger ungarischer Gymnasiast, der eingezogen worden ist, macht sich auf den Weg in seine Heimat. Er wird von einem Trupp sowjetischer Soldaten, die die Gegend durchkämmen, aufgespürt und zu einer größeren Ansammlung Kriegsgefangener gebracht. Dem Kommandanten ist klar, dass Jóska Ungar ist, hat keine Verwendung für den Schüler und lässt ihn ziehen. In einem von den Deutschen aufgegebenen Nest findet Jóska eine Wehrmachts-Uniformjacke, zieht sie über und legt sich schlafen. Als er geweckt wird, blickt er in die Gewehrläufe eines sowjetischen Trupps.
Erneut Kriegsgefangener, wird Jóska einem Außenposten zugewiesen. Auf diesem ist der etwa gleichartige Rotarmist Kolja stationiert, der dort eine Kuhherde bewacht, die regelmäßig zu melken ist. Täglich fährt ein Geländewagen vorbei, der die mit Milch gefüllten Krüge mitnimmt und den beiden jungen Männern eine Essensration bringt. Bald unternimmt Jóska einen Fluchtversuch, bei dem ihn Kolja im letzten Augenblick davon abhalten kann, in vermintes Gelände zu laufen. Er gibt die Fluchtpläne zunächst auf. Beim ziellosen Bummeln in der Nähe des Postens trifft er auf eine Gruppe ehemaliger ungarischer Häftlinge, die aus einem deutschen Lager kommen. Wegen seiner Uniform halten sie ihn für einen SS-Mann und bedrängen ihn, bis ihn Kolja aus dieser Lage rettet. Obwohl der Ungar und der Russe sich sprachlich nicht verstehen, freunden sich Jóska und Kolja allmählich an. Als in einem nahe gelegenen Gewässer ein paar Frauen ein Bad nehmen, laufen die beiden den aufgescheuchten Nackten nach, bis sie ihre Spur verlieren. Die Ausgelassenheit wird durch Koljas innere Magenverletzung getrübt, die ihm zunehmende Schmerzen bereitet und ihn lägerig macht. Jóska versucht vergeblich, die vorbeifahrenden Militärs auf Koljas Lage aufmerksam zu machen. Zwar gelingt es ihm, aus einem Zug von Flüchtlingen heraus einen Arzt zum Posten zu lotsen, doch dort angekommen, ist Kolja bereits verstorben. Jóska verlässt in Koljas sowjetischer Uniform den Posten und findet einer Bahnlinie entlang zum nächsten Bahnhof, wo er einen Zug Richtung Heimat besteigt. Im selben Zug sind aber auch die ehemaligen Lagerhäftlinge, die ihn erkennen, vor der Abfahrt rauswerfen und am Bahnhof verprügeln. Nachdem der Zug ohne ihn abgefahren ist, macht er sich wieder auf den Weg durchs Gelände.

## Kritik in derFilmkritik
In der Zeitschrift Filmkritik vermerkten Frieda Grafe und Enno Patalas: „Das widersprüchliche Bild einer Epoche, die widersprüchlichen Empfindungen der Menschen werden von Jancsó ganz aus dem Detail vergegenwärtigt, ohne Vereinfachungen. Es ist dies der erste der Janscó-Filme, in denen die Natur – er wurde zur Gänze im Freien gedreht – eine nicht durch Handlung vermittelte Präsenz gewinnt. Wenn die Kamera nach oben schwenkt, wird die Leinwand selbst zum Himmel über der Puszta.“